# Radio Row (New York City)

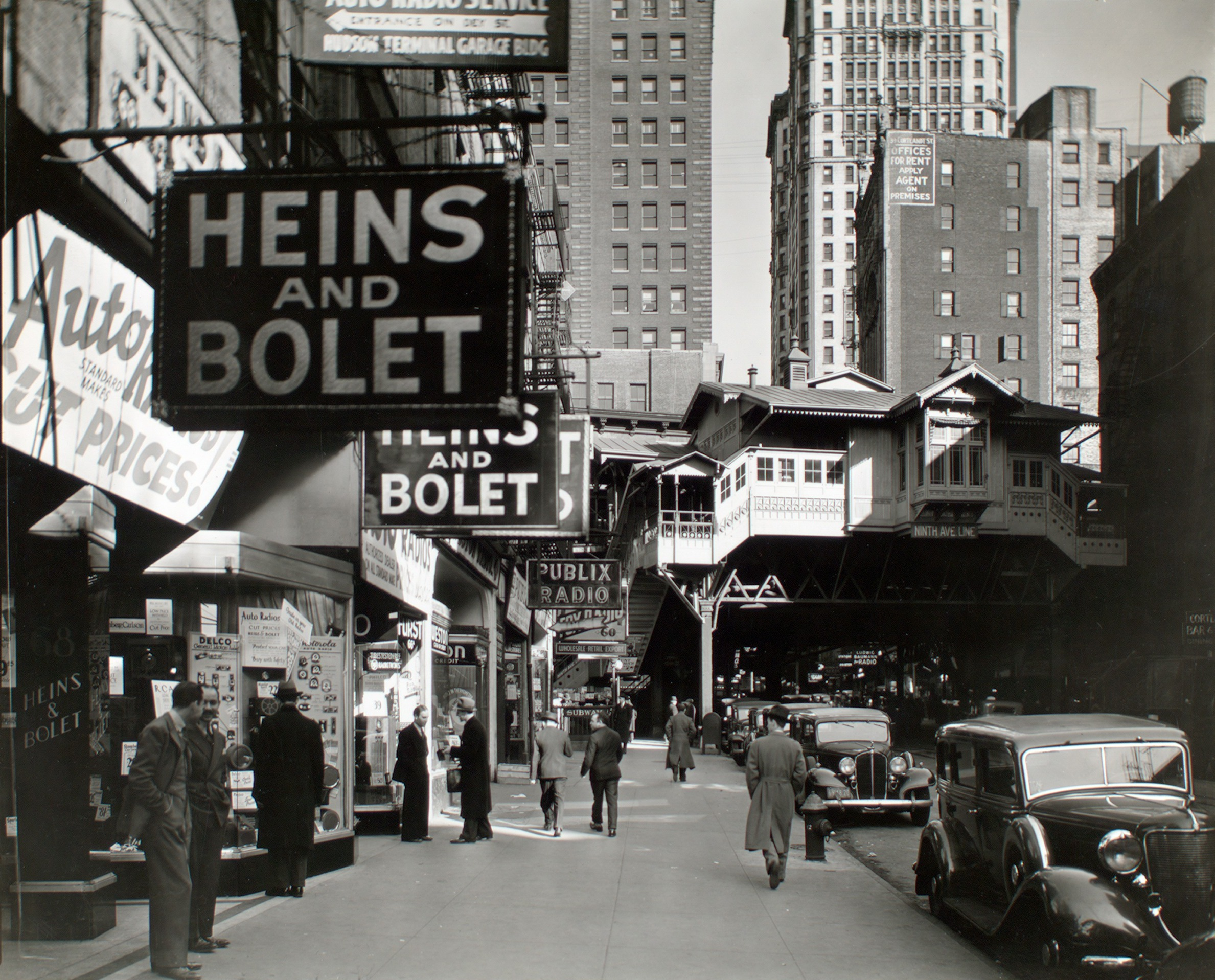
Berenice Abbott: Radio Row, 1936

Die Radio Row von New York City war von 1921 bis 1966 eine Speicherstadt an der Westseite von Lower Manhattan in New York City. Im Jahr 1966 wurde sie abgerissen, um Platz für das World Trade Center zu machen.
Der Begriff Radio Row ist eine nicht ortsspezifische Bezeichnung für eine städtische Straße oder ein Viertel, in dem Geschäfte auf den Verkauf von Radio- und elektronischen Geräten und Teilen spezialisiert sind.
In Manhattan befanden sich auf einer Fläche von 13 Häuserblocks mehr als 300 Erdgeschossgeschäfte und mehr als dreimal so viele Unternehmen in den oberen Etagen. Zehn Prozent der von amerikanischen Herstellern verkauften Rundfunk-, Fernseh-, Stereo- und Hi-Fi-Geräte wurden an die Einzelhändler in der Radio Row verkauft. Sie war die Heimat von Hunderten von gewerblichen und industriellen Mietern, Eigentümern kleinerer Unternehmen und etwa 100 Einwohnern.
Durch den Abriss der Radio Row wurde die Existenz von über 300 Unternehmen, mit einem jährlichen Umsatz von 300 Millionen US-Dollar und rund 30.000 Mitarbeitern, die direkt den Lebensunterhalt für bis zu 120.000 Menschen erwirtschafteten, zerstört.

## Geschichte

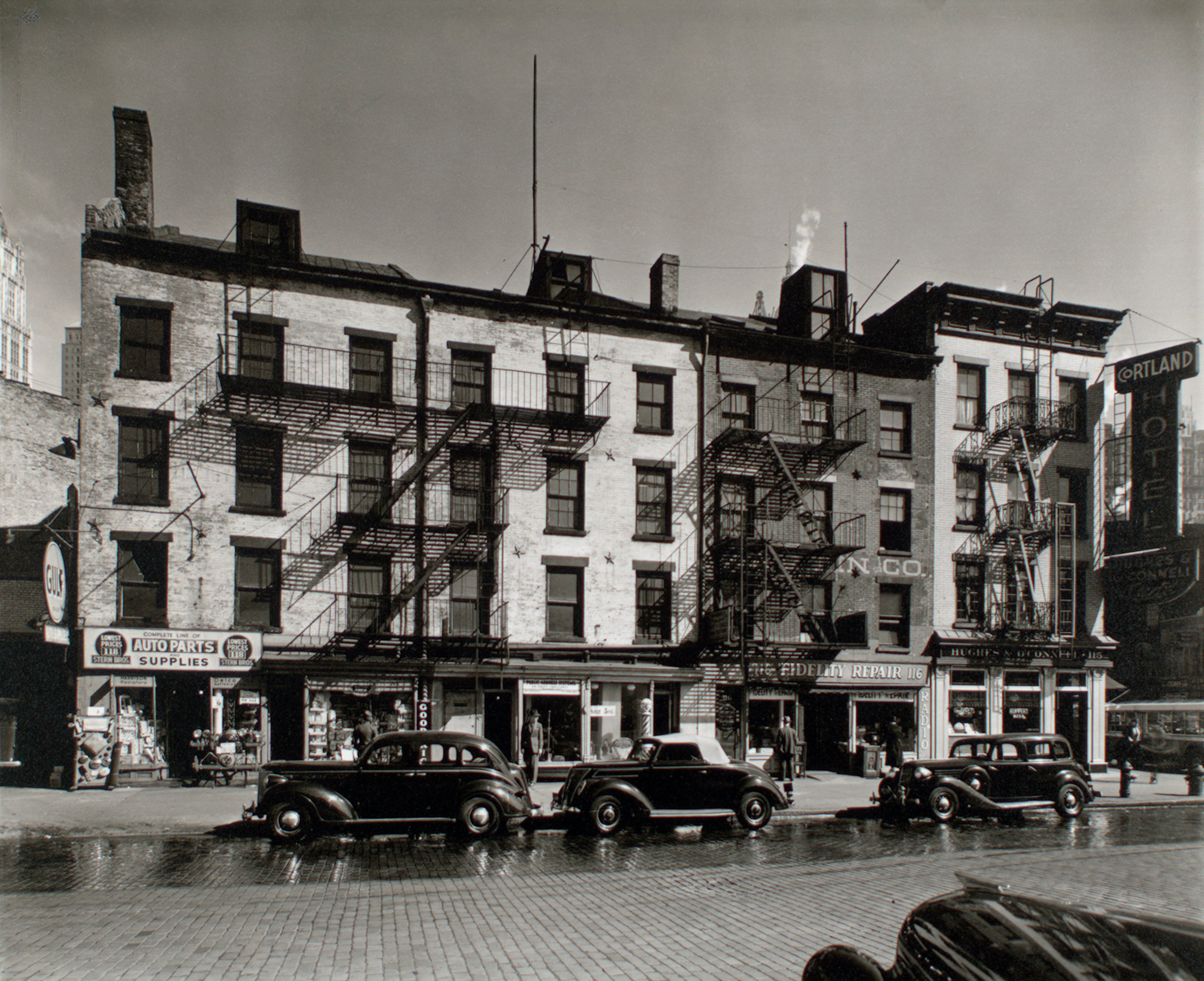
Berenice Abbott: West Street Row: III. 115-118 West Street, Manhattan, 1938.
Westlicher Anfang der Cortlandt Street. In Blickrichtung befindet sich heute das National September 11 Memorial and Museum.

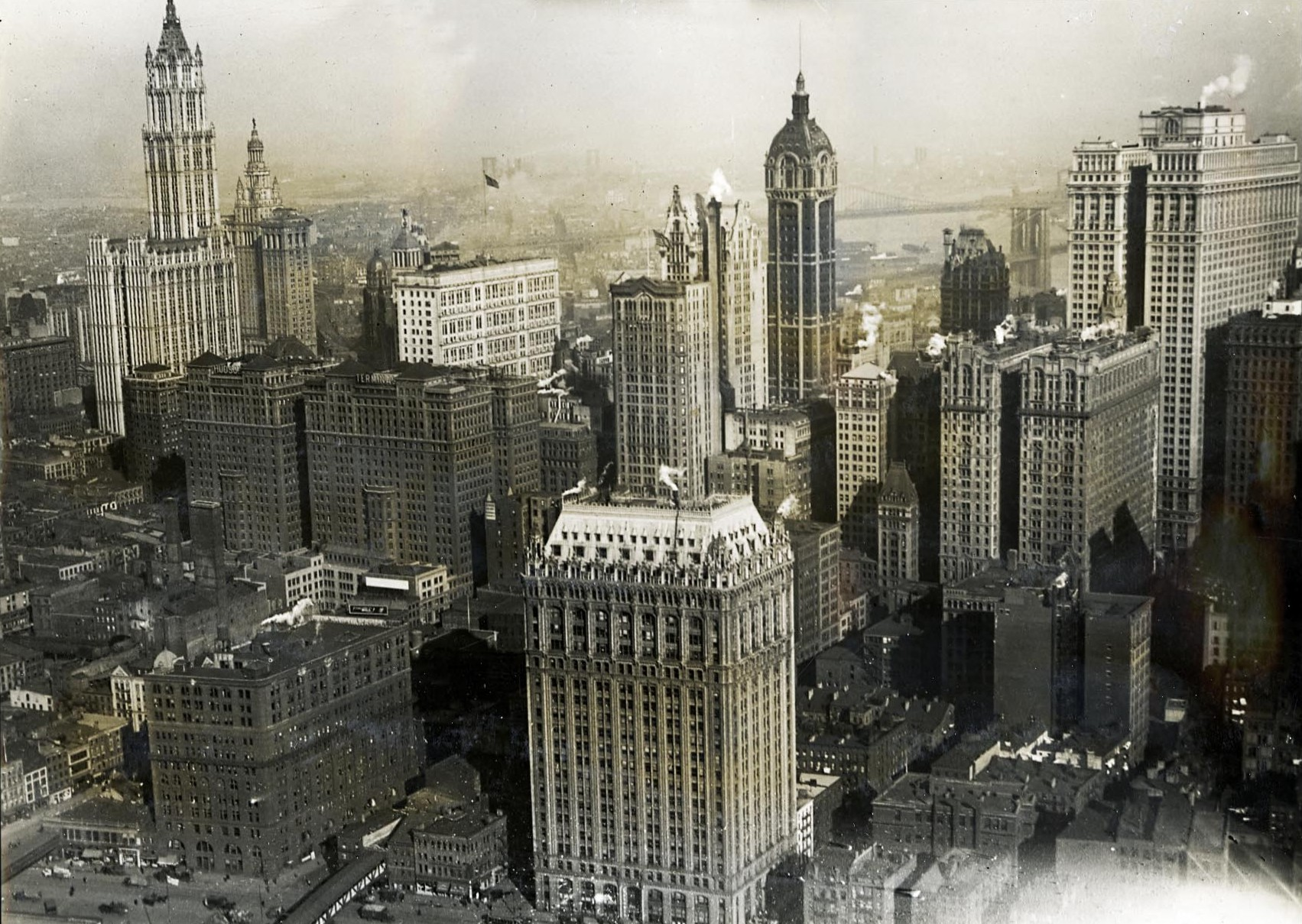
Blick auf Lower Manhattan aus einem Flugzeug über dem Hudson River 1919: Die gemischt bebauten Häuserblocks der wenige Jahre nach der Aufnahme entstehenden Radio Row vorne links werden 1966 für das World Trade Center abgerissen.
Die Radio Row wird von den zwei dunklen Bürohochhäusern Hudson Terminal links der Bildmitte nach Osten hin an den Fulton, Dey und Cortlandt Streets begrenzt.
Das helle Hochhaus ganz vorne in der Bildmitte ist 90 West Street, dahinter ragen Singer Building und City Investing Building südlich der Cortlandt Street am Broadway auf. Im Hintergrund sind links hinten Municipal Building und Woolworth Building sichtbar.

In den 1920er und 1930er Jahren dominierten die Unternehmen National Broadcasting Company (NBC) und Radio Corporation of America (RCA) die Radio-Industrie in den Vereinigten Staaten. Da sie Inhaber der meisten Patente für Broadcast-Radios waren, mussten andere Radiohersteller Lizenzgebühren an die RCA und NBC zahlen, wodurch sich der Verkaufspreis eines Radios erhöhte. Die Alternative, um an einen Radioempfang zu kommen, war der preisgünstige Eigenbau einer Anlage, bei dem keine Lizenzgebühren zu entrichten waren.
Im Jahre 1921 eröffnete Harry Schneck auf der Cortlandt Street von Manhattan seine Firma City Radio. Das war die Geburtsstunde der New Yorker Radio Row. Durch den Verkauf von grundlegend notwendigen Materialien zum Radioempfang erlangte die Radio Row von New York City Berühmtheit. Im Laufe der Jahre breiteten sich die Elektronik-Fachgeschäfte um die Cortlandt Street aus. Das Gebiet wurde ein Basar von Radioröhren, Kondensatoren, Transistoren, Hi-Fi-Geräten und Antennen-Anlagen. Es erstreckte sich auf einer zentralen Achse entlang der Cortlandt Street, im Norden bis zur Fulton Street, die östliche Begrenzung bildete die Greenwich Street, im Süden die Liberty Street und westlich durch die West Street. Parallel zur Cortlandt Street verliefen die Dey, Fulton und Liberty Streets. Zwischen der West Street und der Greenwich Street durchquerte die Washington Street von Süden aus in nördlicher Richtung die Liberty, Cortlandt, Dey und Fulton.
In den Erdgeschossgeschäften mit ihren teilweise sechs bis acht Meter langen Schaufenstern waren der Groß- und Einzelhandel sowie Wiederverkauf untergebracht. Die oberen Etagen wurden als Lagerräume, Auslieferungslager und Werkstätten genutzt. Es war die größte Ansammlung von Radio- und Elektronik-Fachgeschäften in der Welt. Ihre Regale und Bodenflächen waren von oben bis unten mit Elektronikteilen aller Art gefüllt, die zu günstigen Preisen angeboten wurden. Die Radio Row war das Zentrum der Elektronikindustrie in New York City und Anlaufpunkt für Amateurfunk-Enthusiasten sowie elektronische Tüftler.
Die meisten Firmen der Radio Row überlebten die Weltwirtschaftskrise von 1929. In den 1930er Jahren wuchs die Popularität der Radios und brachte somit der Radio Row ein Spitzenumsatzpotenzial. Durch den Kriegseintritt der USA im Jahre 1941 wurden Radio- und Elektronikteile durch die Streitkräfte benötigt, was zu einem Geschäftseinbruch der Radio Row führte. Nach Kriegsende wurde die Radio Row mit alten Funkgeräten und Elektronikteilen der Streitkräfte überflutet, wodurch ein wirtschaftlicher Aufschwung einsetzte. Die Kriegsüberschusselektronik, die ursprünglich Tausende von US-Dollar gekostet hatte, ging für 25–50 US-Dollar über den Ladentisch. Neue Firmen schossen wie Pilze aus dem Boden und wollten an diesen wirtschaftlichen Aufschwung partizipieren. Mit dem Aufkommen neuer Unterhaltungselektronik brachten die 1950er Jahre einen weiteren Höhepunkt in der Popularität der Radio Row. Die Nachfrage nach Stereo-Anlagen, großen Fernsehgeräten, tragbaren Kurzwellen-Radios und den neuesten Hi-Fi-Anlagen zog jeden Tag, außer sonntags, eine große Schar von Käufern auf das Gebiet der Radio Row.

## Zwangsumsiedlung
Im Jahr 1961 fiel die Entscheidung, das World Trade Center (WTC) auf der Lower West Side von Manhattan zu bauen. In diesem Bereich lag die Radio Row, die seit den 1920er Jahren das Zentrum der Elektronikindustrie in New York war.
1962 kaufte die New Yorker Hafenbehörde als künftiger Bauherr vom Staat New York das WTC-Baugelände, anschließend sollte die Zwangsumsiedlung der betroffenen Unternehmen, mit dem angebotenen finanziellen Ausgleich von 30.000 US-Dollar pro Unternehmen, durchgeführt werden. Im Juni 1962 ging eine Gruppe von etwa 325 Geschäften und 1000 anderen betroffenen kleinen Unternehmen gegen die Enteignung gerichtlich vor. Mit Protestaktionen sollte die Zwangsumsiedlung gestoppt werden. Der Streit mit den lokalen Unternehmern arbeitete sich durch alle Gerichtsinstanzen bis zum New York State Court of Appeals. Dieser Gerichtshof bestätigte im April 1963 die Entscheidungen der Vorinstanzen und sprach der New Yorker Hafenbehörde das Recht auf Enteignung zu, da der Bau des WTC einen öffentlichen Zweck erfülle.
Am 12. November 1963 weigerte sich der United States Supreme Court den Fall zu akzeptieren, da die Klage nicht Gegenstand einer Bundesangelegenheit war. Im Rahmen des staatlichen Rechts musste die Hafenbehörde die Unternehmer finanziell entschädigen und bei der Umsiedlung behilflich sein, auch wenn nach Meinung vieler Unternehmer dieses Angebot unzureichend war.

## Das Ende
Am 12. März 1966 startete die beauftragte Ajax Wrecking and Lumber Corporation mit den Abbrucharbeiten der sich auf dem geplanten Baugelände befindlichen Gebäude. Insgesamt mussten 164 Gebäude, darunter die komplette Radio Row, dem Bau des World Trade Centers weichen. Über 300 Unternehmen mit über 30.000 Mitarbeitern verloren ihre Existenz, viele Geschäfte wurden für immer geschlossen, einige Unternehmer verlegten ihre Radio- und Elektronik-Läden in den Bereich der 45. Straße und des West Broadway, sowie in die Canal Street und Union Square.
Weiterhin existent sind die Milliarden-Unternehmen Arrow Electronics und Avnet, die beide als Elektronikgeschäfte in der Radio Row gegründet wurden.